# Saison 1 de Happy Endings
Chronologie
Saison 2
Cet article présente le guide des épisodes de la première saison de la série télévisée Happy Endings.

## Distribution

### Acteurs principaux
- Eliza Coupe : Jane Kerkovich Williams
- Elisha Cuthbert : Alex Kerkovich
- Zachary Knighton : Dave Rose
- Adam Pally : Max Blum
- Damon Wayans Jr. : Brad Williams
- Casey Wilson : Penny Hartz

## Épisodes

### Épisode 1:Pilote
- États-Unis /  Canada : 13 avril 2011 sur ABC / Citytv

- États-Unis : 7,30 millions de téléspectateurs[1] (première diffusion)

- Mikaela Hoover (Jackie)
- Ryan Sypek (Todd)
- Travis Van Winkle (Bo)

### Épisode 2:Dans les sables mouvants
- États-Unis : 13 avril 2011 sur ABC

- États-Unis : 5,70 millions de téléspectateurs[1] (première diffusion)

- Courtney Henggeler (Andrea)
- Stephen Guarino (Derrick)
- Caitlin Thompson (Chelsea)
- Cynthia Frost (Grandma Nellie)
- Anthony Johnson (the minister)
- Rachel Germaine (Trish)
- James Kirkland (Zane)
- Nikki McCauley (Samantha)

### Épisode 3:Chers amis et voisins
- États-Unis : 20 avril 2011 sur ABC

- États-Unis : 4,59 millions de téléspectateurs[2] (première diffusion)

- Brett Gelman (Carl)
- Jim Hazelton (Clark)
- Danielle Schneider (Dianne)
- Michael Mosley (Malcolm)

### Épisode 4:Mein Coming Out
- États-Unis : 20 avril 2011 sur ABC

- États-Unis : 3,88 millions de téléspectateurs[2] (première diffusion)

- Greg Cromer (Doug)
- Alan Rachins (Howard Blum)
- Caroline Aaron (Pauline Blum)
- Nathan Barnatt (Roger)
- Matthew Rocheleau (the waiter)

### Épisode 5:Tel père, tel flingue
- États-Unis : 27 avril 2011 sur ABC

- États-Unis : 5,17 millions de téléspectateurs[3] (première diffusion)

- Damon Wayans (Francis Williams)
- Paul Scheer (Avi)
- Nelson Mashita (the doctor)
- Elimu Helson (the fireman)
- Alex Valente (Massimo)

### Épisode 6:Des souris et du Jazz-Kwon-Do
- États-Unis : 4 mai 2011 sur ABC

- États-Unis : 3,88 millions de téléspectateurs[4] (première diffusion)

- Kevin Christy (Franklin)
- Nancy Sinclair (the instructor)
- Patricia Forte (Miss Mary)
- Gil Ozeri (Yoni)

### Épisode 7:Dave le zombie
- États-Unis : 4 mai 2011 sur ABC

- États-Unis : 3,26 millions de téléspectateurs[4] (première diffusion)

- Sergio Cilli (Atticus)
- Wayne Lopez (the foreman)
- Cheryl Texiera (the hipster girl)
- Dave Bushnell (Hooper)
- Devin Sidell (Ione)
- Alex Morris (the restaurant investor)
- John Bobek (Toby)
- Olivia May (the zombie co-worker)

### Épisode 8:Les tatoués
- États-Unis : 11 mai 2011 sur ABC

- États-Unis : 4,18 millions de téléspectateurs[5] (première diffusion)

- O-T Fagbenle (Adrian)
- Alex Moore (the biker)
- April Wade (Carla)
- Justin Dray (the customer)
- Brian Huskey (Dr Charles)
- Scott Golden (the guy)
- Michael Weaver (Kevin)
- Billy Merritt (the manager/bartender)
- B.J. Bales (Randy)
- Michael Daniel Cassady (Robert)
- Pilar Holland (Sara)

### Épisode 9:Vous avez un message
- États-Unis : 11 mai 2011 sur ABC

- États-Unis : 3,46 millions de téléspectateurs[5] (première diffusion)

- Rob Huebel (Alan)
- David Storrs (coffee cup man/Tim)
- Donn Carl Harper (the hardware store owner)
- Max Greenfield (Ian)
- Seth Morris (Scott)

### Épisode 10:Combat de Bo
- États-Unis : 18 mai 2011 sur ABC

- États-Unis : 3,70 millions de téléspectateurs[6] (première diffusion)

- Jen Kober (the big woman)
- Amad Jackson (the black guy)
- Travis Van Winkle (Bo)
- Roz Witt (Bo's mom)
- Nat Faxon (Chef Leslie)
- Mike Hagerty (the cop)
- Michael Rady (John)
- Gabriel Myers (the bachelor)

### Épisode 11:Barefoot Pedaler
- États-Unis : 18 mai 2011 sur ABC

- États-Unis : 3,10 millions de téléspectateurs[6] (première diffusion)

- Ian Roberts (the bib bouncer)
- Jon Daly (Brody Daniels)
- Greg Magnuson (Royston Summer)
- Nick Thune (Tommy)

### Épisode 12:La rédemption de Shershow
- États-Unis : 25 mai 2011 sur ABC

- États-Unis : 4,02 millions de téléspectateurs[7] (première diffusion)

- T.J. Miller (Shershow)
- June Raphael (Melinda)
- Justin Wilczynski (Connor)
- Stephen Guarino (Derrick)
- Tim Loden (Pete)
- Alex Mauriello (Tiffani)

### Épisode 13:Pourquoi tu me comprend pas?
- États-Unis : 24 août 2011 sur ABC

- États-Unis : 2,98 millions de téléspectateurs[8] (première diffusion)

- Meagan Fay (Barbara)
- Cade Dundish (the boy)
- Heather Fox (Ellen)
- Bre Blair (Kim)
- Clint Culp (Paul)
- Gina Rodriguez (Rita)
- Isabella Cramp (young Alex)
- Daisy Stoneman (young Jane)

## Audiences aux États-Unis
| épisode | Titre original                   | Chaîne | Date de diffusion originale | Audiences | Pdm sur les 18-49 ans |
| ------- | -------------------------------- | ------ | --------------------------- | --------- | --------------------- |
| 1       | Pilot                            | ABC    | Mercredi 13 avril 2011      | 7.30      | 2.8/7                 |
| 2       | The Quicksand Girlfriend         | ABC    | Mercredi 13 avril 2011      | 5.70      | 2.3/6                 |
| 3       | Your Couples Friends & Neighbors | ABC    | Mercredi 20 avril 2011      | 4.59      | 1.8/5                 |
| 4       | Mein Coming Out                  | ABC    | Mercredi 20 avril 2011      | 3.88      | 1.6/4                 |
| 5       | Like Father, Like Gun            | ABC    | Mercredi 27 avril 2011      | 5.17      | 2.1/5                 |
| 6       | Of Mice & Jazz-Kwon-Do           | ABC    | Mercredi 4 mai 2011         | 3.88      | 1.7/4                 |
| 7       | Dave of the Dead                 | ABC    | Mercredi 4 mai 2011         | 3.26      | 1.4/4                 |
| 8       | The Girl With the David Tattoo   | ABC    | Mercredi 11 mai 2011        | 4.18      | 1.7/4                 |
| 9       | You've Got Male                  | ABC    | Mercredi 11 mai 2011        | 3.46      | 1.4/4                 |
| 10      | Bo Fight                         | ABC    | Mercredi 18 mai 2011        | 3.70      | 1.5/4                 |
| 11      | Barefoot Pedaler                 | ABC    | Mercredi 18 mai 2011        | 3.10      | 1.3/3                 |
| 12      | The Shershow Redemption          | ABC    | Mercredi 25 mai 2011        | 4.02      | 1.7/4                 |
| 13      | Why Can't You Read Me            | ABC    | Mercredi 24 août 2011       | 2.98      | 1.3/4                 |